# 英戈馬 (密西西比州)
英戈馬（英語：Ingomar）是位於美國密西西比州尤寧縣的非建制地區。

## 歷史
英戈馬的郵局於1887年設立，其後於1956年停運。

## 地理
英戈馬所處的海拔為高於海平面111米（即364英呎），而該地所採用的時區為UTC-6，即北美中部時區（CST）。同時該地設有夏令時間，為UTC-6調快一小時，即UTC-5（CDT）。